# Джорджтаун (Міссісіпі)
Джорджтаун (англ. Georgetown) — місто (англ. town) в США, в окрузі Копая штату Міссісіпі. Населення — 252 особи (2020).

## Географія
Джорджтаун розташований за координатами 31°52′12″ пн. ш. 90°9′53″ зх. д. / 31.87000° пн. ш. 90.16472° зх. д. (31.870057, -90.164780).  За даними Бюро перепису населення США в 2010 році місто мало площу 1,76 км², з яких 1,74 км² — суходіл та 0,02 км² — водойми.

## Демографія
Згідно з переписом 2010 року, у місті мешкало 286 осіб у 122 домогосподарствах у складі 77 родин. Густота населення становила 162 особи/км².  Було 139 помешкань (79/км²).
Расовий склад населення:
| - 55,2 % — білих - 42,0 % — чорних або афроамериканців - 0,3 % — корінних американців - 0,3 % — азіатів |

До двох чи більше рас належало 2,1 %. Частка іспаномовних становила 0,0 % від усіх жителів.
За віковим діапазоном населення розподілялося таким чином: 22,0 % — особи молодші 18 років, 58,8 % — особи у віці 18—64 років, 19,2 % — особи у віці 65 років та старші. Медіана віку мешканця становила 41,5 року. На 100 осіб жіночої статі у місті припадало 73,3 чоловіків;  на 100 жінок у віці від 18 років та старших — 72,9 чоловіків також старших 18 років.
Середній дохід на одне домашнє господарство  становив 44 297 доларів США (медіана — 33 750), а середній дохід на одну сім'ю — 51 945 доларів (медіана — 38 750). За межею бідності перебувало 32,0 % осіб, у тому числі 29,2 % дітей у віці до 18 років та 22,2 % осіб у віці 65 років та старших.
Цивільне працевлаштоване населення становило 125 осіб. Основні галузі зайнятості: будівництво — 28,0 %, науковці, спеціалісти, менеджери — 19,2 %, транспорт — 12,8 %, роздрібна торгівля — 11,2 %.